# Ейнабад (Марказі)
Ейнабад (перс. عين اباد), також відоме як Анар — село в Ірані, у дегестані Дузадж, у бахші Харкан, шахрестані Зарандіє остану Марказі. За даними перепису 2006 року, його населення становило 174 особи, що проживали у складі 66 сімей.

## Клімат
Середня річна температура становить 10,45 °C, середня максимальна — 29,32 °C, а середня мінімальна — -11,54 °C. Середня річна кількість опадів — 253 мм.
| Клімат поселення                              | Клімат поселення | Клімат поселення | Клімат поселення | Клімат поселення | Клімат поселення | Клімат поселення | Клімат поселення | Клімат поселення | Клімат поселення | Клімат поселення | Клімат поселення | Клімат поселення | Клімат поселення |
| Показник                                      | Січ.             | Лют.             | Бер.             | Квіт.            | Трав.            | Черв.            | Лип.             | Серп.            | Вер.             | Жовт.            | Лист.            | Груд.            |                  |
| Середній максимум, °C                         | 4,72             | 6,40             | 10,41            | 17,14            | 22,14            | 28,03            | 29,32            | 29,07            | 24,70            | 18,43            | 11,90            | 6,16             |                  |
| Середня температура, °C                       | −3,4             | −1,74            | 2,26             | 9,00             | 14,01            | 19,87            | 23,62            | 23,38            | 19,00            | 12,73            | 6,20             | 0,46             |                  |
| Середній мінімум, °C                          | −11,54           | −9,88            | −5,87            | 0,86             | 5,85             | 11,74            | 17,92            | 17,67            | 13,31            | 7,03             | 0,51             | −5,24            |                  |
| Норма опадів, мм                              | 31               | 33               | 47               | 40               | 32               | 5                | 2                | 1                | 0                | 11               | 20               | 31               |                  |
| Середньомісячна швидкість вітру, м/с          | 1.53             | 2.36             | 3.01             | 3.04             | 2.70             | 2.40             | 2.41             | 2.30             | 2.18             | 2.07             | 1.70             | 1.60             |                  |
| Середньомісячна сонячна радіація, кДж/м²·день | 8787             | 11536            | 14210            | 17740            | 21845            | 26399            | 26005            | 23581            | 20089            | 14509            | 10524            | 8501             |                  |
| --------------------------------------------- | ---------------- | ---------------- | ---------------- | ---------------- | ---------------- | ---------------- | ---------------- | ---------------- | ---------------- | ---------------- | ---------------- | ---------------- | ---------------- |
| Джерело:                                      |                  |                  |                  |                  |                  |                  |                  |                  |                  |                  |                  |                  |                  |